# Мастерс Мадрид
Відкритий чемпіонат Мадриду (Madrid Open) (іспанська: Masters de Madrid)— відкритий професійний тенісний турнір, що проводиться серед чоловіків та жінок,  в Мадриді, Іспанія на початку травня. Цей турнір класифікується у чоловіків як ATP Мастерс 1000, у жінок відноситься до прем'єрних обов'язкових турнірів. З 1990 по 2008, турнір у чоловіків класифікувався як ATP Masters Series.
Станом на 2020 рік спонсор турніру іспанська страхова компанія Мутуа Мадріленя (Mutua Madrileña) і він знаний як Мутуа Відкритий чемпіонат Мадриду. У минулому він також був знаний як Мадрид Мастерс (Madrid Masters). Турнір традиційно проводиться на поверхні з червоної глини. У 2012 році він відбувся на синіх кортах, після чого ATP ухвалило рішення проти їх використання.
Йон Цір'як, колишній румунський професіонал ATP, а зараз бізнесмен-мільярдер, є власником турніру з 2009 року. За даними румунського видання, яке опитувало Цір'яка у 2019 році, турнір приносить місту Мадрид річну вигоду в розмірі понад 107 мільйонів євро.
У квітні 2019 року Цір'як оголосив, що продовжив свій спонсорський контракт з Мутуа Відкритим чемпіонатом Мадриду на 10 додаткових років, до 2031 року. 
Змагання проводилися з 2002 до кінця 2008 в Мадриді, Іспанія, на кортах Madrid Arena. З 2002 по 2008 роки турнір проводився на закритих хардових кортах. У 2009 році, турнір змінив своє місце проведення і переїхав на відкриті корти Park Manzanares в Мадриді, де був побудований новий комплекс зі зсувним  дахом, Каха Магіка, а також був розширений шляхом  включення змагань серед жінок.

## Фінали

### Чоловіки

#### Одиночний розряд
| Рік  | Чемпіон                               | Фіналіст                              | Рахунок                               |
| ---- | ------------------------------------- | ------------------------------------- | ------------------------------------- |
| 2025 | Каспер Рууд                           | Джек Дрейпер                          | 7–5, 3–5, 6–4                         |
| 2024 | Андрій Рубльов                        | Фелікс Оже-Аліассім                   | 4–6, 7–5, 7–5                         |
| 2023 | Карлос Алькарас (2)                   | Ян-Леннард Штруфф                     | 6–4, 3–6, 6–3                         |
| 2022 | Карлос Алькарас                       | Александр Зверєв                      | 6–3, 6–1                              |
| 2021 | Александр Зверєв (2)                  | Маттео Берреттіні                     | 6–7(8–10), 6–4, 6–3                   |
| 2020 | Скасовано через пандемію коронавірусу | Скасовано через пандемію коронавірусу | Скасовано через пандемію коронавірусу |
| 2019 | Новак Джокович (3)                    | Стефанос Ціціпас                      | 6–3, 6–4                              |
| 2018 | Александр Зверєв                      | Домінік Тім                           | 6–4, 6–4                              |
| 2017 | Рафаель Надаль (5)                    | Домінік Тім                           | 7–6(10–8), 6–4                        |
| 2016 | Новак Джокович (2)                    | Енді Маррей                           | 6–2, 3–6, 6–3                         |
| 2015 | Енді Маррей (2)                       | Рафаель Надаль                        | 6–3, 6–2                              |
| 2014 | Рафаель Надаль (4)                    | Кеі Нішікорі                          | 2–6, 6–4, 3–0, Відмова                |
| 2013 | Рафаель Надаль (3)                    | Стен Вавринка                         | 6–2, 6–4                              |
| 2012 | Роджер Федерер (3)                    | Томаш Бердих                          | 3–6, 7–5, 7–5                         |
| 2011 | Новак Джокович                        | Рафаель Надаль                        | 7–5, 6–4                              |
| 2010 | Рафаель Надаль (2)                    | Роджер Федерер                        | 6–4, 7–6(7–5)                         |
| 2009 | Роджер Федерер (2)                    | Рафаель Надаль                        | 6–4, 6–4                              |
| 2008 | Енді Маррей                           | Жиль Сімон                            | 6–4, 7–6(8–6)                         |
| 2007 | Давід Налбандян                       | Роджер Федерер                        | 1–6, 6–3, 6–3                         |
| 2006 | Роджер Федерер                        | Фернандо Гонсалес                     | 7–5, 6–1, 6–0                         |
| 2005 | Рафаель Надаль                        | Іван Любичич                          | 3–6, 2–6, 6–3, 6–4, 7–6(7–3)          |
| 2004 | Марат Сафін                           | Давід Налбандян                       | 6–2, 6–4, 6–3                         |
| 2003 | Хуан Карлос Ферреро                   | Ніколас Массу                         | 6–3, 6–4, 6–3                         |
| 2002 | Андре Агассі                          | Їржи Новак                            | Технічна поразка                      |

#### Парний розряд
| Рік  | Чемпіони                                      | Фіналісти                             | Рахунок                               |
| ---- | --------------------------------------------- | ------------------------------------- | ------------------------------------- |
| 2025 | Марсель Гранольєрс Орасіо Себальйос           | Марсело Аревало Мате Павич            | 6–4, 6–4                              |
| 2024 | Себастьян Корда Джордан Томпсон               | Аріель Беар Адам Павласек             | 6–3, 7–6(9–7)                         |
| 2023 | Карен Хачанов Андрій Рубльов                  | Роган Бопанна Меттью Ебден            | 6–3, 3–6, [10–3]                      |
| 2022 | Веслі Колгоф Ніл Скупскі                      | Хуан Себастьян Кабаль Роберт Фара     | 6–7(4–7), 6–4, [10–5]                 |
| 2021 | Марсель Гранольєрс Орасіо Себальйос           | Нікола Мектич Мате Павич              | 1–6, 6–3, [10–8]                      |
| 2020 | Скасовано через пандемію коронавірусу         | Скасовано через пандемію коронавірусу | Скасовано через пандемію коронавірусу |
| 2019 | Жан-Жульєн Роєр (2) Горія Текеу (2)           | Дієго Шварцман Домінік Тім            | 6-2, 6-3                              |
| 2018 | Нікола Мектич Александер Пея                  | Боб Браян Майк Браян                  | 5–3, Відмова                          |
| 2017 | Лукаш Кубот Марсело Мело                      | Ніколя Маю Едуар Роже-Васслен         | 7–5, 6–3                              |
| 2016 | Жан-Жульєн Роєр Горія Текеу                   | Роган Бопанна Флорін Мерджа           | 6–4, 7–6(7–5)                         |
| 2015 | Роган Бопанна Флорін Мерджа                   | Марцін Матковський Ненад Зімоньїч     | 6–2, 6–7(5–7), [11–9]                 |
| 2014 | Деніел Нестор (5) Ненад Зімоньїч (2)          | Боб Браян Майк Браян                  | 6–4, 6–2                              |
| 2013 | Боб Браян (5) Майк Браян (5)                  | Александер Пея Бруно Соарес           | 6–2, 6–3                              |
| 2012 | Маріуш Фюрстенберг (2) Марцін Матковський (2) | Роберт Ліндстедт Горія Текеу          | 6–3, 6–4                              |
| 2011 | Боб Браян (4) Майк Браян (4)                  | Мікаель Льодра Ненад Зімоньїч         | 6–3, 6–3                              |
| 2010 | Боб Браян (3) Майк Браян (3)                  | Деніел Нестор Ненад Зімоньїч          | 6–3, 6–4                              |
| 2009 | Деніел Нестор (4) Ненад Зімоньїч              | Сімон Аспелін Веслі Муді              | 6–4, 6–4                              |
| 2008 | Маріуш Фирстенберг Марцін Матковський         | Магеш Бгупаті Марк Ноулз              | 6–4, 6–2                              |
| 2007 | Боб Браян (2) Майк Браян (2)                  | Маріуш Фирстенберг Марцін Матковський | 6–3, 7–6(7–4)                         |
| 2006 | Боб Браян Майк Браян                          | Марк Ноулз Деніел Нестор              | 7–5, 6–4                              |
| 2005 | Марк Ноулз (3) Деніел Нестор (3)              | Леандер Паес Ненад Зімоньїч           | 3–6, 6–3, 6–2                         |
| 2004 | Марк Ноулз (2) Деніел Нестор (2)              | Боб Браян Майк Браян                  | 6–3, 6–4                              |
| 2003 | Магеш Бгупаті Максим Мирний                   | Вейн Блек Кевін Улльєтт               | 6–2, 2–6, 6–3                         |
| 2002 | Марк Ноулз Деніел Нестор                      | Магеш Бгупаті Максим Мирний           | 6–3, 7–5, 6-0                         |

1. ↑  Як спадкоємець Hamburg Masters з 2009.

### Жінки

#### Одиночний розряд
| Рік                                     | Чемпіонка                             | Фіналістка                            | Рахунок                               |
| --------------------------------------- | ------------------------------------- | ------------------------------------- | ------------------------------------- |
| 2025                                    | Аріна Соболенко (3)                   | Коко Гофф                             | 6–3, 7–6(7–3)                         |
| 2024                                    | Іга Свьонтек                          | Аріна Соболенко                       | 7–5, 4–6, 7–6(9–7)                    |
| 2023                                    | Аріна Соболенко (2)                   | Іга Свьонтек                          | 6–3, 3–6, 6–3                         |
| 2022                                    | Унс Джабір                            | Джессіка Пегула                       | 7–5, 0–6, 6–2                         |
| 2021                                    | Аріна Соболенко                       | Ешлі Барті                            | 6–0, 3–6, 6–4                         |
| 2020                                    | Скасовано через пандемію коронавірусу | Скасовано через пандемію коронавірусу | Скасовано через пандемію коронавірусу |
| 2019                                    | Кікі Бертенс                          | Сімона Халеп                          | 6–4, 6–4                              |
| 2018                                    | Петра Квітова (3)                     | Кікі Бертенс                          | 7–6(8–6), 4–6, 6–3                    |
| 2017                                    | Сімона Халеп (2)                      | Крістіна Младенович                   | 7–5, 6–7(5–7), 6–2                    |
| 2016                                    | Сімона Халеп                          | Домініка Цібулкова                    | 6–2, 6–4                              |
| 2015                                    | Петра Квітова (2)                     | Світлана Кузнецова                    | 6–1, 6–2                              |
| 2014                                    | Марія Шарапова                        | Сімона Халеп                          | 1–6, 6–2, 6–3                         |
| 2013                                    | Серена Вільямс (2)                    | Марія Шарапова                        | 6–1, 6–4                              |
| 2012                                    | Серена Вільямс                        | Вікторія Азаренко                     | 6–1, 6–3                              |
| 2011                                    | Петра Квітова                         | Вікторія Азаренко                     | 7–6(7–3), 6–4                         |
| 2010                                    | Араван Резаї                          | Вінус Вільямс                         | 6–2, 7–5                              |
| 2009                                    | Дінара Сафіна                         | Каролін Возняцкі                      | 6–2, 6–4                              |
| ↑ Прем'єрний турнір WTA, обов'язковий ↑ |                                       |                                       |                                       |

#### Парний розряд
| Рік                                     | Чемпіони                                | Фіналісти                             | Рахунок                               |
| --------------------------------------- | --------------------------------------- | ------------------------------------- | ------------------------------------- |
| 2025                                    | Сорана Кирстя Ганна Калінська           | Вероніка Кудерметова Елісе Мертенс    | 6–7(10–12), 6–2, [12–10]              |
| 2024                                    | Крістіна Букша Сара Соррібес Тормо      | Барбора Крейчикова Лаура Зігемунд     | 6–0, 6–2                              |
| 2023                                    | Вікторія Азаренко (2) Беатріс Аддад Мая | Корі Гофф Джессіка Пегула             | 6–1, 6–4                              |
| 2022                                    | Габріела Дабровскі Джуліана Ольмос      | Дезіре Кравчик Демі Схюрс             | 7–6(7–1), 5–7, [10–7]                 |
| 2021                                    | Барбора Крейчикова Катержина Сінякова   | Габріела Дабровскі Демі Схюрс         | 6–4, 6–3                              |
| 2020                                    | Скасовано через пандемію коронавірусу   | Скасовано через пандемію коронавірусу | Скасовано через пандемію коронавірусу |
| 2019                                    | Сє Шувей Барбора Стрицова               | Габріела Дабровскі Сюй Їфань          | 6–3, 6–1                              |
| 2018                                    | Катерина Макарова Олена Весніна         | Тімеа Бабош Крістіна Младенович       | 2–6, 6–4, [10–8]                      |
| 2017                                    | Латіша Чжань Мартіна Хінгіс             | Тімеа Бабош Андреа Сестіні Главачкова | 6–4, 6–3                              |
| 2016                                    | Каролін Гарсія Крістіна Младенович      | Мартіна Хінгіс Саня Мірза             | 6–4, 6–4                              |
| 2015                                    | Кейсі Деллаква Ярослава Шведова         | Гарбінє Мугуруса Карла Суарес Наварро | 6–3, 6–7(4–7), [10–5]                 |
| 2014                                    | Сара Еррані (2) Роберта Вінчі (2)       | Гарбінє Мугуруса Карла Суарес Наварро | 6–4, 6–3                              |
| 2013                                    | Анастасія Павлюченкова Луціє Шафарова   | Кара Блек Марина Еракович             | 6–2, 6–4                              |
| 2012                                    | Сара Еррані Роберта Вінчі               | Катерина Макарова Олена Весніна       | 6–1, 3–6, [10–4]                      |
| 2011                                    | Вікторія Азаренко Марія Кириленко       | Квета Пешке Катарина Среботнік        | 6–4, 6–3                              |
| 2010                                    | Серена Вільямс Вінус Вільямс            | Хісела Дулко Флавія Пеннетта          | 6–2, 7–5                              |
| 2009                                    | Кара Блек Лізель Губер                  | Квета Пешке Ліза Реймонд              | 4–6, 6–3, [10–6]                      |
| ↑ Прем'єрний турнір WTA, обов'язковий ↑ |                                         |                                       |                                       |